# فیلیپ فلمینگ

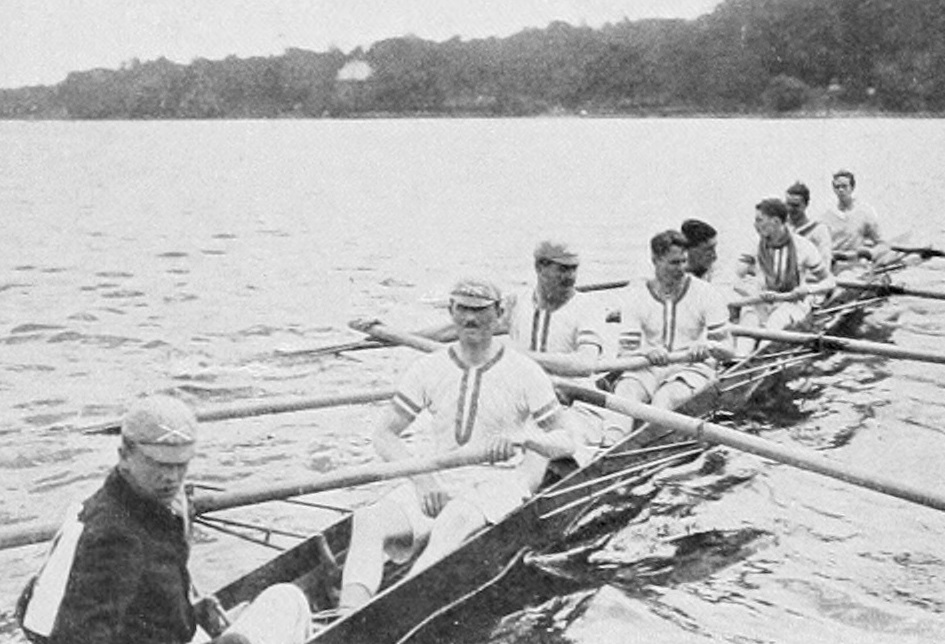
تیم روئینگ بریتانیا در المپیک تابستانی ۱۹۱۲

فیلیپ فلمینگ (انگلیسی: Philip Fleming; ۱۵ اوت ۱۸۸۹ – ۱۳ اکتبر ۱۹۷۱) قایقران روئینگ اهل اسکاتلند بود.